# Flamengo Sport Club de Arcoverde
O Flamengo Sport Club de Arcoverde (mais conhecido simplesmente como Flamengo de Arcoverde), foi uma agremiação de futebol brasileira com sede na cidade de Arcoverde, no sertão do estado de Pernambuco. Fundado por Salatiel Silva em 1 de maio de 1959, como Vingador Futebol Clube e logo depois teve o nome mudado para América Futebol Clube, o Tigre do Sertão não realizava boas campanhas em competições locais. Com isso alguns amigos e torcedores que também eram torcedores do Flamengo do Rio de Janeiro e do Sport resolveram fundar o Flamengo Sport Club de Arcoverde, onde logo foi inscrito na Liga de Arcoverde, e nesta competição o clube faturou 16 títulos, 14 vice-campeonato e ainda um bicampeonato da taça de Arcoverde.
Dentre suas maiores glórias no futebol, destacam-se as duas conquistas da Série A2 do Campeonato Pernambucano de Futebol, em 1996 e 2016, sendo que em 1997, o clube conseguia o seu primeiro acesso a elite do futebol pernambucano. Ano este que também marcou sua estreia em competições nacionais, na Série C do Campeonato Brasileiro de 1997, só voltando a disputar uma competição a nível nacional 21 anos depois, na edição de 2018 da Série D do Brasileirão.
Apesar do clube não ter uma carreira promissória no cenário do futebol de Pernambuco, o Flamengo de Arcoverde é um dos mais tradicionais clubes de futebol, do interior do estado.

## História

### A origem
A história do Flamengo de Arcoverde  começa no dia 1 de maio de 1959, quando o arcoverdense Salatiel Silva e seus irmãos fundaram o clube na época como Vingador Futebol Clube. Depois, a agremiação começou a se popularizar e passou a se chamar de América Futebol Clube. Apesar da ideia de criar um clube promissor no futebol, o clube não conseguia realizar boas campanhas nos certames citadinos. Por conta dessa sina, um grupo de amigos que eram torcedores do Flamengo do Rio, e também do Sport Recife, resolveram fundar na época o Flamengo Sport Clube de Arcoverde. A partir dos anos 1990, foi que o clube ganhou projeção estadual no futebol profissional.
Logo após ter a questão do nome do clube resolvida, o Flamengo de Arcoverde foi inscrito na Liga de Arcoverde, entidade essa que reunia as agremiações futebolísticas da cidade e promovia a competição entre elas. Nesta competição o clube faturou 16 títulos, 14 vice-campeonatos e ainda um bicampeonato da taça de Arcoverde. Tamanha representativa, por se demonstrar uma grande força do futebol amador no interior de Pernambuco, o clube foi convidado pela Federação Pernambucana de Futebol para disputar um torneio seletivo que ficou conhecido como a primeira edição da segunda divisão estadual, a Série A2 de 1977, seria essa a primeira participação em uma competição oficial a nível estadual do rubro-negro sertanejo. 
A competição foi disputada por dez clubes em turno único e todos os times jogaram entre si uma única vez, foram convidadas as equipes que tinham condições não só de conquistar o título, mas também tinha a capacidade de entrar no campeonato profissional da 1ª divisão do pernambucano, o torneio foi um sucesso de público no interior, pois as principais forças amadoras estavam presentes. O Flamengo fez uma boa campanha, ganhou três partidas, empatou três e perdeu três. Apesar do sucesso, a segunda divisão estadual só viria a ser disputada novamente em 1995, porém, outras competições foram criadas nesse meio tempo, a principal delas foi a Copa do Interior onde o Tigre do Moxotó também participou.

### O início no futebol profissional
O ano em que o Flamengo de Arcoverde se profissionalizou foi em 1993, com isso veio a filiação junto a FPF que no começo da década de 1990 tinha como grande meta a interiorização do futebol pelo estado de Pernambuco, no ano seguinte veio o convite para a disputa do estadual, em 1994, essa seria sua primeira aparição na elite do campeonato pernambucano. Na competição o Tigre do Sertão ficou na chave com os times do Porto da cidade e Caruaru, Casa Caiada do Recife, Ferroviário do Recife e Sete de Setembro de Garanhuns. A equipe fez uma campanha mediana, não conseguindo passar de fase, mas já deixou sua marca na competição com 3 vitórias.
O ano de 1996 estava reservado para a equipe sertaneja, na disputa da segunda divisão do campeonato pernambucano, a competição foi dividida em turnos e o Flamengo fez uma campanha irretocável, terminou em 1º lugar no primeiro turno, como também fez ótima campanha no segundo, a equipe foi para a grande decisão com a vantagem de jogar por dois resultados iguais, e foi o que aconteceu, com um empate em 1 a 1 em Arcoverde com o 1º de Maio e outro empate pelo mesmo placar em Petrolina, a equipe do Flamengo de Arcoverde se tornava pela primeira vez campeão a nível estadual com o título da Série A2 de 1996, garantindo novamente seu retorno à elite do campeonato estadual e de quebra também conseguindo uma vaga para participar pela primeira vez de uma competição nacional.
A competição estadual de 1997 teve um regulamento confuso, porém comum nas competições organizadas naquela década, havia dois turnos, sendo que em cada turno havia duas fases, o clube que vence três das quatro fases garantia o título do ano de maneira antecipada. Outro ponto do campeonato era que empates com gols valiam mais do que sem gols: 2 e 1, respectivamente. O Flamengo de Arcoverde queria mais do que tudo, a permanência na divisão, que foi alcançada sem sustos. Na primeira fase do primeiro turno, a equipe ficou em terceiro lugar, com nove pontos, três a mais que o Ypiranga, garantindo vaga entre os “salvos do rebaixamento”. Isso por que, os três piores dos dois grupos da primeira fase iriam disputar o Hexagonal do Rebaixamento, onde duas equipes eram rebaixadas. Com isso o Tigre do Moxotó garantiu sua permanência, ficando por mais dois anos de maneira ininterrupta na primeira divisão estadual. Ainda em 1997, o clube participou pela primeira vez em sua história de uma competição em âmbito nacional, foi a disputa do Campeonato Brasileiro da Série C, última divisão nacional na época. Foi nesse ano que o Estádio Municipal Áureo Howard Bradley e a cidade de Arcoverde receberam a primeira partida a nível nacional, no dia 3 de setembro de 1997, um empate com a equipe do Centro Limoeirense pelo placar de 1 a 1, e no dia 14 de setembro de 1997 veio a primeira vitória diante da equipe do Juazeiro (BA) pelo placar de 2 a 1. Apesar dos resultados, a equipe não alcançou a classificação para a fase seguinte, ficando em 55º na pontuação geral.

### O tigre do século XXI
Após os feitos nos anos 1990, o clube passou por altos e baixos no início dos anos 2000, após o rebaixamento em 1999 a equipe continuou lutando para voltar a elite do futebol pernambucano por mais 4 anos mas não vinha tendo destaque em suas campanhas, após esse período o clube se afastou das competições futebolistas, só voltando a disputar a série A2 em 2008 e 2009, mas não fez boa campanha, ficando na 11º posição na classificação geral nas duas temporadas e em seguida se licenciando das competições mais uma vez.
Após o sucesso a nível estadual e nacional de outros clubes do sertão pernambucano, a população da cidade de Arcoverde viu a necessidade de ser novamente representada por um clube da terra. Em 2013 o Flamengo de Arcoverde ensaiou uma volta ao futebol estadual, e participou da segunda divisão naquele ano, mas uma nova campanha ruim na fase de grupos fez com que o time suspendesse as atividades e não participando da temporada seguinte, para que o clube passasse por uma renovação. 
No ano de 2015 o Flamengo estava de volta as competições, mais forte e bem organizada, fez boa campanha ainda no mesmo ano, mas em 2016 veio a redenção rubro-negro, após uma 1ª fase com 5 vitórias, 2 empates e 1 derrota, o Tigre do Moxotó passou para a fase seguinte, no mata-mata, deixou para trás as equipes do Íbis e Cabense chegando a grande final. Na decisão enfrentou a equipe de melhor campanha em jogo único na casa do adversário, o Afogados da Ingazeira, mas a equipe não se intimidou e venceu a partida pelo placar de 2 a 1 garantindo o segundo título de campeão pernambucano da Série A2 de 2016, além de garantir o retorno a elite do futebol pernambucano.
Em 2017, a equipe completou 23 anos da estreia no Pernambucano e 20 da participação na Série C. O retorno já era emblemático e se tornou maior. Depois de uma primeira fase, onde ficou perto das duas vagas pela “corrida do título” devido as regras da competição o clube teve que jogar a fase seguinte no “hexagonal da permanência”, mas sempre olhando para o primeiro lugar, que dava a vaga para o terceiro representante do estado na Série D 2018. Com uma ótima campanha nessa fase, o Flamengo ficou em primeiro e garantiu sua volta para a disputa das competições nacionais.
Na temporada de 2018 a equipe não teve o mesmo ímpeto da anterior, apesar do título na Taça Evandro Carvalho (homenagem ao presidente da FPF) pelo placar de 6 a 0 contra a equipe do Íbis, a equipe não fez uma boa temporada, mas conseguiu evitar o rebaixamento no campeonato pernambucano com 6 empates, 3 derrotas e só 1 vitória. O desempenho do estadual foi o reflexo de uma campanha ruim no nacional, com 1 vitória, 1 empate e 4 derrotas.

### Extinção
Em 8 de maio de 2025, o Flamengo publicou em suas redes sociais uma nota oficial, informando o encerramento das suas atividades profissionais após 66 anos. Com isso, o clube foi automaticamente rebaixado para a Série A3 pernambucana; a vaga na Série A2, onde o clube estava competindo, ficou com o Caruaru City. 

## Símbolos

### Escudo
Para o Flamengo de Arcoverde, não basta ter o nome de um dos clubes mais populares do Brasil. O escudo e as cores do Flamengo de Arcoverde, tem inspiração no escudo do Flamengo do Rio. Após sua segunda mudança, foi adicionado um Tigre no centro de seu escudo. Com a chegada do início da segunda divisão em 2016, o time pernambucano radicalizou e, ao mudar o seu escudo novamente, trouxe no novo design traços de outro grande time nacional, o Corinthians.
Sempre mudando o escudo, mas também sempre mantendo as cores tradicionais - rubro-negra - da equipe carioca, o Fla de Pernambuco fugiu dos padrões e de tudo quanto já havia feito, e colocou a âncora, os remos e a boia, além da bandeira da cidade no novo escudo, tornando-o idêntico ao do time paulista. Além disso, o novo símbolo do clube ganhou novas cores e as iniciais do time em destaque na cor branca. No entanto, após reclamações de boa parte da torcida, a direção do clube volta com o escudo anterior no ano de 2017. 
Para a nova gestão do clube em 2022 e com a possibilidade de participar mais uma vez da segundona pernambucana e ter nova chance de voltar à elite do futebol, o clube contará com um investimento alto e com a ideia de se tornar uma SAF, idealizando um novo projeto e marca, que irá novamente reformular seu escudo. O tornando-o em uma marca de negócios e em uma nova identidade 
| Evolução do escudo do Flamengo Sport Club de Arcoverde | Evolução do escudo do Flamengo Sport Club de Arcoverde | Evolução do escudo do Flamengo Sport Club de Arcoverde | Evolução do escudo do Flamengo Sport Club de Arcoverde | Evolução do escudo do Flamengo Sport Club de Arcoverde | Evolução do escudo do Flamengo Sport Club de Arcoverde | Evolução do escudo do Flamengo Sport Club de Arcoverde | Evolução do escudo do Flamengo Sport Club de Arcoverde |
| Primeiro Escudo                                        | ?-2012                                                 | 2013-2015                                              | 2016                                                   | 2017-2021                                              | 2021-                                                  |                                                        |                                                        |
| Flamengo de Arcoverde-em-png                           | Flamengo de Arcoverde.2                                |                                                        |                                                        |                                                        |                                                        |                                                        |                                                        |
| ------------------------------------------------------ | ------------------------------------------------------ | ------------------------------------------------------ | ------------------------------------------------------ | ------------------------------------------------------ | ------------------------------------------------------ | ------------------------------------------------------ | ------------------------------------------------------ |

### Mascote

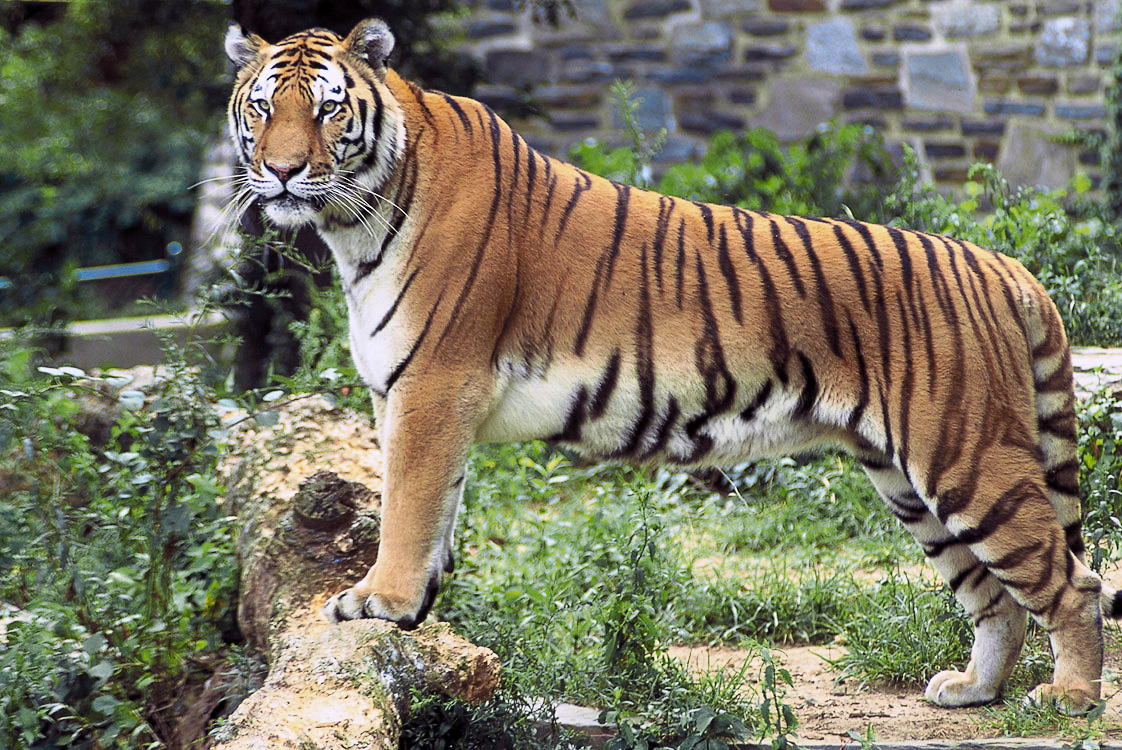
Tigre, mascote do Flamengo de Arcoverde.

O Flamengo de Arcoverde tem como mascote, um dos maiores felinos do mundo e o maior felino da Ásia, o Tigre. Assim como outro clube de Pernambuco, o Petrolina Social Futebol Clube que também tem o Tigre como mascote, é uma curiosidade pois, é um tipo de animal que não existe no Sertão Pernambucano e os tigres existem em regiões de climas mais gélidos ou pouco temperados dependendo da subespécie. 

### Uniformes

#### Uniformes dos Jogadores
- Primeiro uniforme: Camisa nas cores vermelha e preta, calção preto e meias vermelhas.
- Segundo uniforme: Camisa branca com faixas horizontais vermelha e preta, calção e meias brancas.
- Terceiro uniforme: Camisa, calção e meias douradas. [11]

| 1.º Uniforme | 2.º Uniforme | 3.º Uniforme |

## Títulos
| Estaduais  | Estaduais                          | Estaduais | Estaduais           |
|            | Competição                         | Títulos   | Temporadas          |
| ---------- | ---------------------------------- | --------- | ------------------- |
|            | Campeonato Pernambucano - Série A2 | 2         | 1996 e 2016         |
| Municipais |                                    |           |                     |
|            | Conquistas                         | Títulos   | Categorias          |
|            | Campeonato Arcoverdense            | 16        | (Ano não informado) |
|            | Taça Cidade de Arcoverde           | 2         | (Ano não informado) |

 Campeão invicto

### Outros Títulos
- Taça Evandro Carvalho: 2018

## Estatísticas
|  | Participações em 2025 |

| Competição | Competição              | Temporadas | Melhor campanha           | Estreia | Última | P | R |
| Pernambuco | Campeonato Pernambucano | 8          | 7º colocado (1997 e 2017) | 1994    | 2024   |   | 3 |
| Pernambuco | Série A2                | 12         | Campeão (1996 e 2016)     | 1977    | 2023   | 3 |   |
| Brasil     | Série C                 | 1          | 55º colocado (1997)       | 1997    | 1997   | – | – |
| Brasil     | Série D                 | 1          | 57º colocado (2018)       | 2018    | 2018   | – |   |

### Campanhas de destaque
| Flamengo Sport Club de Arcoverde | Flamengo Sport Club de Arcoverde | Flamengo Sport Club de Arcoverde | Flamengo Sport Club de Arcoverde | Flamengo Sport Club de Arcoverde |
| Torneio                          | Campeão                          | Vice-campeão                     | Terceiro colocado                | Quarto colocado                  |
| -------------------------------- | -------------------------------- | -------------------------------- | -------------------------------- | -------------------------------- |
| Campeonato Brasileiro — Série C  | 0 (não possui)                   | 0 (não possui)                   | 0 (não possui)                   | 0 (não possui)                   |
| Campeonato Brasileiro — Série D  | 0 (não possui)                   | 0 (não possui)                   | 0 (não possui)                   | 0 (não possui)                   |
| Campeonato Pernambucano          | 0 (não possui)                   | 0 (não possui)                   | 0 (não possui)                   | 0 (não possui)                   |
| Campeonato Pernambucano - A2     | 2 (1996, 2016)                   | 0 (não possui)                   | 0 (não possui)                   | 0 (não possui)                   |

## Elenco atual
Última atualização: 4 de maio de 2022.

## Estádio e acomodações
O estádio Municipal Áureo Howard Bradley  é o local onde o Flamengo de Arcoverde manda suas partidas de futebol. O nome do estádio homenageia Áureo Bradley, político que marcou a história do esporte na cidade. Ele comandou a Liga Desportiva de Futebol no final da década de 1960. O estádio passou por reformas em 2017 para atender as exigências da Federação Pernambucana de Futebol. Assim, o campo ganhou novas dimensões. Com dimensões de 105 m x 68 m, o Áureo Bradley está adequado para receber jogos de competições nacionais. Com capacidade de 3 mil espectadores, participou pela primeira vez de competições de âmbito nacional pelo Campeonato Brasileiro – Série C em 1997 contra o Centro Limoeirense, em que a equipe de Arcoverde acabou empatando com gols contra a equipe da cidade de Limoeiro. No final de 2017, passou por reformas e ampliação do gramado para os tamanhos oficiais pra disputa da quarta divisão do futebol brasileiro.